# Pektoral mit dem Schutzgott Sched
Das Pektoral mit dem Schutzgott Sched aus dem Neuen Reich (18. bis 20. Dynastie, ca. 1550 bis 1070 v. Chr.) gehört zur ägyptischen Sammlung des Roemer- und Pelizaeus-Museum Hildesheim. Dieses aufwändige Schmuckstück, das als Brustanhänger, Pektoral beziehungsweise Amulett getragen wurde, taucht im Neuen Reich in Männerbestattungen auf, die einen direkten Bezug zum Verstorbenen haben.

## Herkunft
Das Pektoral wurde von dem Museum im Jahr 1987 erworben. Die Fundumstände sind unbekannt.

## Beschreibung
Das Objekt besteht aus Gold und ist mit farbigen Steineinlagen versehen. Es ist 6,9 cm hoch, 5,2 cm breit und 0,8 cm tief. Der magisch wirksame Schutz, der von der Darstellung dieses Pektorals ausging, war sowohl im Diesseits wie im auch im Jenseits gleichermaßen erwünscht. Der zierliche, hufeisenförmige Rahmen aus Goldblech, der eine Kapelle darstellt und mit farbigen Einlagen versehen ist, umschließt ein Bild des Schutzgottes Sched. Auf der Rückseite ist das Motiv in feiner Ziselierung ausgeführt. Der Name des Gottes Sched bedeutet „Retter“ und kann eigentlich jede Gottheit bezeichnen, die um Hilfe angerufen wird. Dieser allgemeine Schützeraspekt tritt seit der 18. Dynastie aber in einer eigenen Gottheit personifiziert auf, die man vor allem an die Gestalt des jugendlichen Horus als Sohn und Rächer des Osiris anschloss. Von Horus hat Sched seine Jugendlichkeit und die „Jugendlocke“. Er trägt den vorne knapper werdenden Prinzenschurz mit hinten hoch angesetzter Gürtung und zwei flatternden Bändern, breitem Halskragen und Armschmuck und ist wie ein Prinz des Neuen Reiches gekleidet. Geschmückt ist der prinzliche Gott mit Oberarmreifen und vierreihigem Brustkragen. Sein Attribut ist der Köcher mit Pfeilen, den er über der Schulter trägt. Mit beiden Händen packt er Schlangen und Gazellen, stellvertretend für die Wüstentiere. Der Gott schreitet über zwei antithetisch nach außen blickende Krokodile hinweg, die auf einer als Opfermatte gestalteten Grundlinie ruhen. So unterwirft er symbolisch eine Vielzahl von Mächten, die dem Menschen gefährlich werden könnten, eine Symbolik, die außer auf Schmuckstücken auch auf den Stelen erscheint und besonders seit der Spätzeit auf den sogenannten Horusstelen wiederzufinden ist. Das Anlegen des Pektorals bot seinem Träger Schutz gegen diese Gefahren, mit denen man nicht nur täglich im Leben rechnen musste, sondern die auch auf dem unsicheren Weg des Toten ins Jenseits lauerten.

## Erhaltungszustand
Das Pektoral ist fast vollständig erhalten bis auf die roten Einlagen auf Oberkörper und Gliedmaßen, die verloren gegangen sind.